# Zespół dawnego starostwa w Witkowie
Zespół dawnego starostwa w Witkowie – jeden z rejestrowanych zabytków miasta Witkowo, w województwie wielkopolskim.
W skład zespołu wchodzą: budynek dawnego starostwa, wybudowany w 1895 roku, willa starosty, wybudowana w 1912 roku oraz park utworzony na przełomie XIX i XX wieku. W obrębie parku zachował się drzewostan oraz elementy małej architektury. Park uległ degradacji przestrzennej i społecznej. Według planów rewitalizacyjnych, drzewa w parku mają zostać poddane konserwacji, a jego drzewostan ma być uzupełniony. W przyszłości zespół ma stanowić placówkę rehabilitacyjną dla osób niepełnosprawnych, przewlekle chorych i osób w podeszłym wieku. Zespół jest pamiątką po istniejącym w latach 1887-1927 powiecie witkowskim.